# Городов, Алексей Анатольевич
Алексей Анатольевич Городов (укр. Олексій Анатолійович Городов; род. 28 августа 1978, Северодонецк, Ворошиловградская область) — украинский футболист и футбольный тренер. Выступал на позиции полузащитника.

## Биография
Воспитанник луганского спортинтерната. Играл за команды: «Химик» (Северодонецк), «Заря» (Луганск), ЦСКА (Киев), «Прикарпатье», «Александрия», «Ильичёвец», «Борисфен», «Нива» (Винница).
В 2007 году перешёл в ФК «Харьков», стал шестым новичком команды в зимнее межсезонье. Возможности Городова хорошо известны Владимиру Бессонову. Под его началом Алексей тренировался в трёх командах — киевском ЦСКА, винницкой «Ниве» и луганской «Заре».
В мае 2013 году стал главным тренером северодонецкого «Химика».